# ال کوردوبس

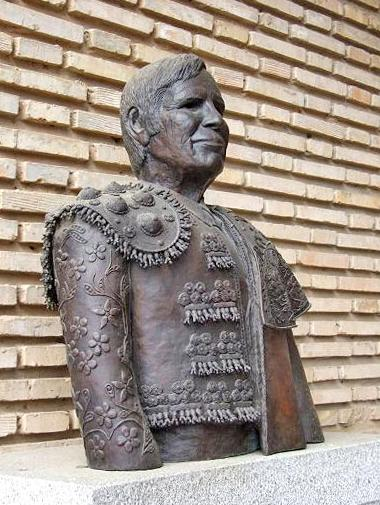
نیم‌تنهٔ ال کوردوبس در کوردوبای اسپانیا

اِل کوردوبس (به اسپانیایی: El Cordobés) نام مستعار مانوئل بنیتز پرز (به اسپانیایی: Manuel Benítez Pérez) گاوباز مشهور اسپانیایی در دههٔ ۱۹۶۰ میلادی است.
امانوئل بنیتز پرز در پالما دل ریوی کوردوبا در کشور اسپانیا در ۱۹۳۶ (تاریخ احتمالی) و در خانواده‌ای فقیر زاده شد. او در یتیم‌خانه و بدون اینکه خواندن و نوشتن را بیاموزد پرورش یافت و چند بار به دلیل دزدیدن نان و ورود غیرقانونی به زمین مسابقات گاوبازی زندانی شد. در اواخر دههٔ ۱۹۵۰ به خدمت اجباری سربازی اعزام گردید و آنجا بود که سواد آموخت.
پرز کارش را به عنوان گاوباز در ۱۹۵۹ آغاز کرد و در دههٔ ۱۹۶۰ میلادی به معبود تماشاگران بدل گردید. آنها به او لقب «ال کوردوبس» به معنای کوردوبایی را داده بودند. پرز خشونت به کار گرفته شده در مبارزه با گاو را با حرکاتی آکروباتیک و نمایشی همراه ساخته بود و شجاعت و ناترسیش در مواجه با خطر در میدان مسابقه سبب شد تا به گران‌قیمت‌ترین ماتادور تاریخ بدل شود.